# ریهو ماکیسه
ریهو ماکیسه (انگلیسی: Riho Makise؛ زادهٔ ۱۷ دسامبر ۱۹۷۱) یک هنرپیشه اهل ژاپن است.

## گزیده فیلمشناسی
- صورت (فیلم ۲۰۰۰) (۲۰۰۰)
- هینوکیو (۲۰۰۵)